# Zearaja chilensis
La raya volantín (Zearaja chilensis) es una especie de pez de la familia de los Rajidae en el orden de los Rajiformes.
Esta especie se encuentra en la categoría de En Peligro (EN).

## Morfología
La raya volantín es una raya de gran tamaño, alcanzando un máximo de 158 cm de longitud total (LT).  

## Dieta
La dieta de la raya volantín varía de acuerdo con el tamaño. Los crustáceos constituyen la principal categoría para rayas de <50 cm LT (eufáusidos, isópodos, anfípodos, estomatópodos), cefalópodos y poliquetos; mientras que a medida que la raya volantín aumenta de tamaño, la importancia de los peces óseos en la dieta aumenta. 

## Reproducción
Su reproducción es ovípara y se sospecha un ciclo anual, el tamaño al momento de la eclosión es de 17,2 cm LT. La madurez sexual en los machos ocurre a los 86 cm LT mientras que en las hembras ocurre a los 106 cm LT. La edad de madurez sexual en las hembras es a los 14 años, mientras que la edad máxima es de 21 años. 

## Hábitat
La raya volantín es demersal en la plataforma continental y el talud superior a profundidades entre los 14–476 m, aunque es más frecuente encontrarlas entre los 200–350 m.

## Distribución geográfica
La raya volantín es endémica de Chile en el Océano Pacífico sureste, y se encuentra desde la zona centro de Chile al Estrecho de Magallanes, entre los 32°S y 56°S. 

## Observaciones
Es inofensivo para los humanos. 